# NFWプロファイル
NFWプロファイル (英語: NFW profile) はダークマターハローの密度プロファイルのモデル。N体シミュレーションで得られるハローは普遍的にNFWプロファイルを持つ。このプロファイルを最初に提案した Julio Navarro、Carlos Frenk、サイモン・ホワイトにちなんで命名された。

## 概要

NFWプロファイルと のアイナストプロファイル。上パネルは密度プロファイル、下パネルは密度スロープを表す。

NFWプロファイルは {\displaystyle r} を動径座標として次式で定義される球対称密度プロファイル {\displaystyle \rho (r)} のことをいう。
{\displaystyle \rho (r)={\frac {\rho _{s}}{{\frac {r}{r_{s}}}\left(1+{\frac {r}{r_{s}}}\right)^{2}}}}
ここに {\displaystyle \rho _{s}}, {\displaystyle r_{s}} はパラメータで、{\displaystyle r_{s}} をスケール半径と呼ぶ。{\displaystyle r\ll r_{s}} で {\displaystyle \rho \propto r^{-1}}、{\displaystyle r\gg r_{s}} で {\displaystyle \rho \propto r^{-3}} というべき関数へと漸近する。ハローのビリアル半径 {\displaystyle R_{200m}} とスケール半径 {\displaystyle r_{s}} の比 {\displaystyle c_{200m}:={\frac {R_{200m}}{r_{s}}}} を concentration parameter と呼ぶ。
NFWプロファイルでは動径 {\displaystyle r} 以内の質量 {\displaystyle M(r)} および重力ポテンシャル {\displaystyle \Phi (r)} が解析的に求まり
{\displaystyle M(r)=4\pi \rho _{s}r_{s}^{3}\left[\ln \left(1+{\frac {r}{r_{s}}}\right)-{\frac {r/r_{s}}{1+r/r_{s}}}\right],}
{\displaystyle \Phi (r)=-4\pi G\rho _{s}r_{s}^{2}{\frac {\ln \left(1+r/r_{s}\right)}{r/r_{s}}}}
となる。このようにNFWプロファイルは解析的な取り扱いが容易であるため、ハローの理論モデルとして広く採用されている。ただし質量 {\displaystyle M(r)} は極限 {\displaystyle r\to \infty } で対数発散する。

## 歴史
1996年に Navarro, Frenk, White はN体シミュレーションの中で矮小銀河から銀河団までの異なる質量スケールのダークマターハローを選び出し、その密度プロファイルを比較したところ、ハロー質量によらず普遍的に同じプロファイルを与えることに気付いた。彼らはさらに研究を進め、ハロー密度プロファイルが初期密度ゆらぎのパワースペクトルや宇宙論パラメータにさえ依存しないと結論した。無衝突重力多体系でこのような普遍的な構造が得られたことは驚きを持って受け止められ、この普遍性がシミュレーションの解像度のためなのではないか、あるいは重力の近距離発散を除去するε-処方の効果なのではないか、という疑問を引き起こした。
福重俊幸と牧野淳一郎は1997年にGRAPEを用いたより高解像度のシミュレーションに基づいてハロー中心部での密度スロープはより急な {\displaystyle -1.5} 程度であると主張し、この結果は Ben Moore ららによって支持された。福重、牧野による2001年のシミュレーションも同じ結果を示している。この場合、密度プロファイルとしてはNFWプロファイルを一般化した
{\displaystyle \rho (r)={\frac {\rho _{s}}{\left({\frac {r}{r_{s}}}\right)^{\gamma }\left(1+{\frac {r}{r_{s}}}\right)^{3-\gamma }}}}
という形のプロファイルになる。一方で Y. P. Jing は2001年に密度プロファイルが普遍的なのはサンプルセレクションのためであり、実際にはハローは多様なプロファイルを持つと主張した。
2004年になって Navarro らは Jaan Einasto が1965年に銀河モデルの文脈で提案したアイナストプロファイル
{\displaystyle \rho (r)=\rho _{-2}\exp \left[-{\frac {2}{\alpha }}\left\{\left({\frac {r}{r_{-2}}}\right)^{\alpha }-1\right\}\right]}
がダークマターハローの密度プロファイルとしてより適切であると主張した。このプロファイルは
{\displaystyle {\frac {d\ln \rho }{d\ln r}}=-2\left({\frac {r}{r_{-2}}}\right)^{\alpha }}
からわかるように、密度スロープが動径 {\displaystyle r} のべき関数という形で変化する。Hayashi & White による Millennium Simulation の解析、および Volker Springel らによる Aquarius Project の成果などのより新しいシミュレーションもまたアイナストプロファイルを支持している。
2010年現在でもN体シミュレーションにおいてダークマターハローの密度プロファイルとしてNFWプロファイル（またはアイナストプロファイル）がなぜ普遍的に現れるのかという疑問に対するコンセンサスの得られた解答は提出されていない。

## 観測との比較
NFWプロファイルは暗黒物質のみを含むシミュレーションから得られたものであり、現実的にはバリオンの効果によりハロー中心部の密度プロファイルはNFWプロファイルの予言から逸脱すると予想されている。しかしながら、バリオンの効果が効かないと考えられている低表面輝度銀河や矮小銀河のHα線を用いた観測が2001年頃から進展し、その結果銀河の回転曲線に基づいて得られた密度プロファイルはハロー中心部でNFWプロファイルとは一致せず、スロープは {\displaystyle \gamma \sim 0} 程度（コア型のプロファイル）であることが示唆された。このシミュレーションと観測の不一致は「コア-カスプ問題」と呼ばれ、コールドダークマターモデルの小スケールでの破綻を示している可能性が議論されている。